# Pterophorus emmorus
Pterophorus emmorus is een vlinder uit de familie vedermotten (Pterophoridae). De wetenschappelijke naam van de soort is voor het eerst geldig gepubliceerd in 1915 door Thomas de Grey Walsingham.